# أودون فون هورفات
أودون فون هورفات Edmund Josef von Horváth (معروف باسم أودون فون هورفات Ödön von Horváth / ولد في 9 ديسمبر 1901 في فيومه (حاليا ريجيكه في كرواتيا) – ومات في 1 يونيو 1938 في باريس) هو أديب مجري نمساوي من الأدباء المهمين في القرن العشرين.

## حياته
ولد إدموند (وهذا الاسم يقابله في اللغة المجرية أودون) يوزف فون هورفات في التاسع من ديسمبر 1901، وهو الابن الأول للديبلوماسي المجري النمساوي دكتور أودون يوزف فون هورفات وأمه هي ماريا لولو هيرمينه (مولودة بلقب برينال) في فيومه Fiume (وهي حاليا ريجيكه Rijeka في كرواتيا). ينحدر الأب من سلوفينيا وينتمي إلى طبقة النبلاء (ويدل حرف H في نهاية اللقب على رتبة النبالة في اللغة المجرية)، وتنمتي الأم إلى عائلة ألمانية مجرية من الأطباء الذين خدموا في السلك العسكري في عهد الإمبراطورية الألمانية.
انتقلت الأسرة في عام 1902 إلى بلغراد ثم إلى بودابست، حيث عهد الأسرة إلى معلم منزلي لتعليم أودون اللغة المجرية. وحين نقل الأب إلى ميونخ في عام 1909، ظل أودون في البداية في بودابست ثم التحق بمدرسة داخلية اسمها Rákóczianum. وانتقل إلى الأسرة في عام 1913 وتعرف للمرة الأولى على اللغة الألمانية. ثم رحل مع الأسرة إلى بريسبورج ثم إلى بودابست ثم أخيرا - حين عادت الأسرة إلى ميونخ – إلى فيينا حيث عاش في رعاية خاله يوزف برينال. وهناك أتم في عام 1919 في مدرسة ثانوية خاصة مرحلته الثانوية، والتحق في نفس العام بجامعة ميونخ، ودرس علم النفس والأدب والمسرح.
بدأ هورفات في الكتابة في عام 1920. وفي عام 1923 انتقل إلى برلين ثم زالتسبورج ثم مع أبويه عاش في مورناوْ Murnau في بافاريا العليا، وكرس نفسه أكثر فأكثر للكتابة الأدبية، غير أنه أحرق الكثير من كتاباته التي تنتمي إلى تلك الفترة. ولم ينضم الشاعر الشاب إلى حزب سياسي ما، ولكنه كان يتعاطف مع اليسار. وقد شهد في إحدى محاكمات النازيين. وحذر في مسرحياته مثل «سلاديك...جندي الرايخ الأسود» في عام 1929 Sladek, der schwarze Reichswehrmann ، من الخطر المتزايد للفاشية. وخرج من الكنيسة الكاثوليكية في عام 1929.
بلغ هورفات أوج شهرته كشاعر حين حصل في عام 1931 على جائزة كلايست، وعرضت مسرحيته الأشهر على الإطلاق «حكايات من غابة فيينا» Geschichten aus dem Wiener Wald. وحين اقتحمت القوات الخاصة للحزب النازي فيلا أبويه وفتشتها، وذلك في عام 1933 بعد استيلاء هتلر على السلطة، قرر هورفات مغادرة ألمانيا وأقام في السنوات التالية في فيينا وفي هيندورف قرب زالتسبورج، وكان من الأعضاء المهمين في دائرة هيندورف حول كارل تسوكماير.
وبسبب عدم عرض مسرحياته في ألمانيا، فقد ازدادت حالته المادية سوءا. واستطاع أن يحقق نجاحا من جديد بصدور روايته «شباب بلا إله» Jugend ohne Gott في أمستردام في عام 1937. ترجمت الرواية إلى لغات عدة، لكنها صنفت في عام 1938 من قبل النازيين ضمن «الكتب الهدامة والغير مرغوب فيها» ومنع تداولها في ألمانيا.
وبعد ضم هتلر للنمسا في مارس 1938 رحل هورفات إلى بودابست وفيومه ثم إلى عدة مدن أخرى، إلى أن استقر به المقام في نهاية مايو في باريس. وفي الأول من يونيو التقى المخرج روبرت زيودماك في مقهى مارينيان، وتحدثا حول تحويل رواية «شباب بلا إله» إلى فيلم سينمائي. إلا أنه وفي نفس الليلة لقي هورفات مصرعه بعد أن سقط عليه فرع شجرة أثناء عاصفة سيئة في شارع الشانزليزيه Champs-Élysées. ودفن في السابع من يونيو في مقبرة سانت أوين الباريسية Friedhof Saint-Ouen في حضور كثير من أدباء المهجر، ونقل رفاته لاحقا إلى فيينا ليدفن في مقبرة هايلغنشتادت فيها.

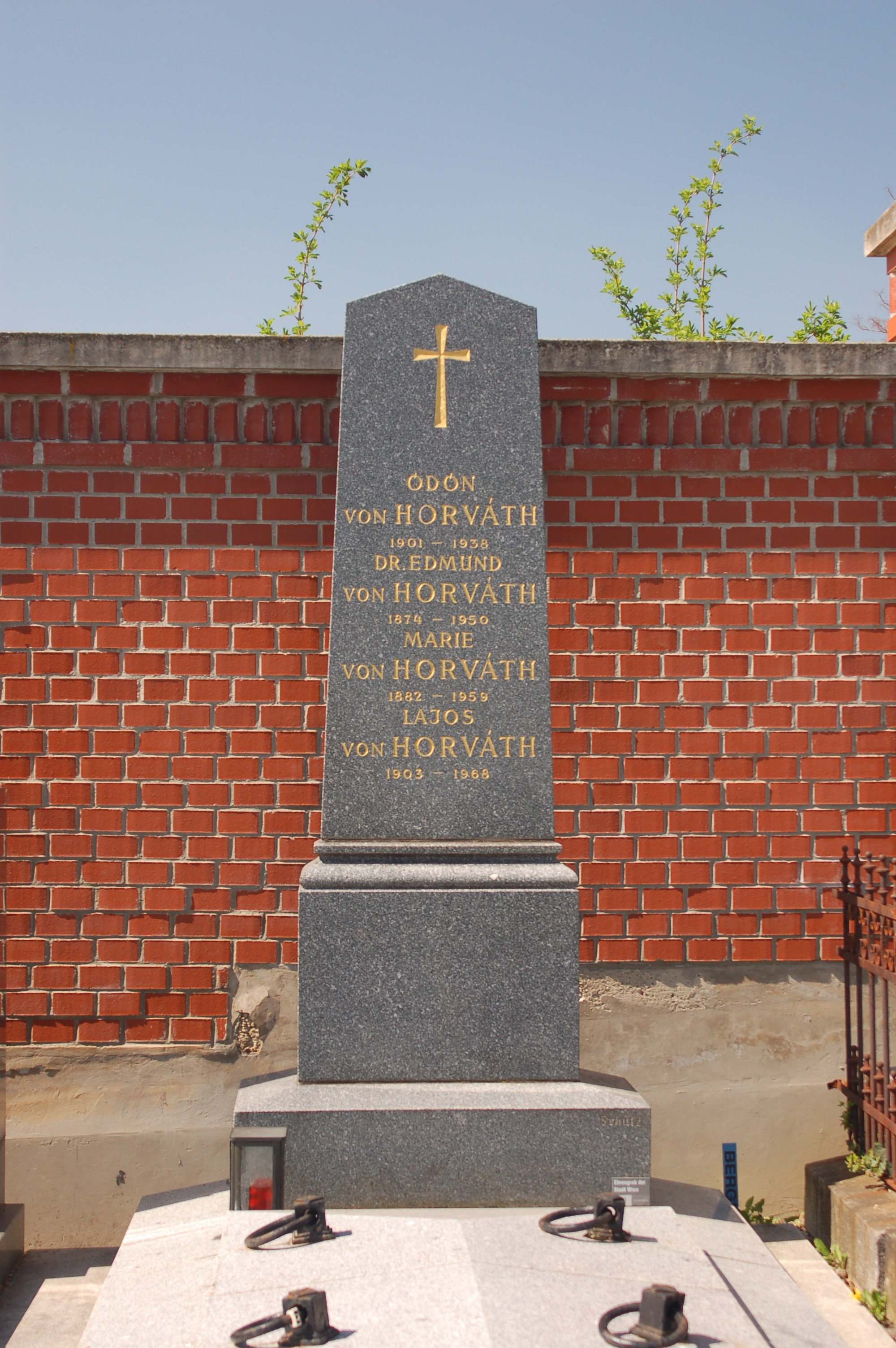
ضريح أودون فون هورفات في مقبرة هايلغنشتادت في فيينا

شهدت أعماله رواجا من جديد في الستينات، وأطلق عليه «كلاسيكي الحداثة» Klassiker der Moderne وظل هذا اللقب حتى اليوم.

## إنتاجه
تحتل القضايا الاجتماعية السياسية محور أعمال هورفات المسرحية. وكان هورفات يصور في أعماله شخصيات من الطبقة الوسطى وكذلك لشخصيات نسائية. وأعماله المتأخرة تناول تساؤلات دينية حول المسئولية والذنب للفعل الإنساني. ويتناول في روايات مثل «شباب بلا إله» و«طفل عصرنا» صعود الحركة الفاشية قبل الحرب العالمية الثانية. ويعتبر هورفات مجدد المسرحية الشعبية Volkstück.
وقد حصل هورفات في عام 1931 على جائزة كلايست بالاشتراك مع إريك ريجر.
ومن أشهر مقولاته هي:"إنني في الحقيقة شخص مختلف تماما، لكنني نادرا ما أكون ذلك الشخص."Ich bin eigentlich ganz anders, aber ich komme nur so selten dazu."

## من أعماله

### مسرحيات
- كتاب الرقص 1920
- جريمة في حارة مورن 1923
- سلاديك جندي الرايخ الأسود 1929
- ليلة إيطالية 1931
- حكايات من غابة فيينا 1931
- كازيمير وكارولينه 1932
- هنا وهناك 1934
- دون جوان يأتي من الحرب 1936
- طلاق فيجارو 1936
- قرية بلا رجال 1937
- نحو السماء 1937
- اليوم الآخر (يوم القيامة) 1937

### روايات
- ست وثلاثون ساعة 1929
- شباب بلا إله 1937
- طفل من عصرنا 1938

### قصص أخرى
- مقابلة صحفية 1932
- ساعة الحب 1929

## ترجمات إلى العربية
- أنا الجندي - قصة، العنوان الأصلي «طفل من عصرنا» (بالألمانية: Ein Kind unserer Zeit, 1938)، ترجمة حسن علي ومحمود رمضان، المركز القومي للترجمة، القاهرة، 2008
- الثورة الهادئة - قصة، ترجمة حسن رمضان وباهر الجوهري، المركز القومي للترجمة، القاهرة، 2013

## روابط خارجية
- أودون فون هورفات على موقع IMDb (الإنجليزية)
- أودون فون هورفات على موقع الموسوعة البريطانية (الإنجليزية)
- أودون فون هورفات على موقع ألو سيني (الفرنسية)
- أودون فون هورفات على موقع ميوزك برينز (الإنجليزية)
- أودون فون هورفات على موقع أول موفي (الإنجليزية)
- أودون فون هورفات على موقع قاعدة بيانات الأفلام السويدية (السويدية)
- أودون فون هورفات على موقع كينوبويسك (الروسية)